# Prunus furuseana
Prunus furuseana är en rosväxtart som beskrevs av Jisaburo Ohwi. Prunus furuseana ingår i släktet prunusar, och familjen rosväxter. Inga underarter finns listade i Catalogue of Life.